# オーシャン (戦列艦・2代)
|          | |
| 艦歴     | |
| 発注:    | 1797年5月4日 |
| 建造:    | ウリッジ工廠 |
| 起工:    | 1792年10月1日 |
| 進水:    | 1805年10月24日 |
| その後:  | 1875年解体 |
| 性能諸元 | |
| クラス:  | 2等戦列艦 |
| 全長:    | 砲列甲板：196ft（60m） |
| 全幅:    | 51ft（16m） |
| 喫水:    | 21ft 6in（6.6m） |
| 機関:    | 帆走（3本マストシップ） |
| 兵装:    | 98門： 上砲列：18ポンド（8kg）砲30門 中砲列：18ポンド（8kg）砲30門 下砲列：32ポンド（15kg）砲28門 後甲板：12ポンド（5kg）砲8門 艦首楼：12ポンド（5kg）砲2門 |

オーシャン（HMS Ocean）はイギリス海軍の98門2等戦列艦。ウリッジ工廠で1805年10月24日に進水した。設計はジョン・ヘンスローで、同型艦はない。
1841年以降は倉庫として使用され、1875年解体された。